# Мераль Акшенер
Мераль Акшенер (тур. Meral Akşener; нар. 8 липня 1956, Ізміт) — турецький політик. Обіймала посади міністра внутрішніх справ і заступника голови парламенту. Лідер Хорошої партії.

## Життєпис
Мераль Акшенер народилася 8 липня 1956 року в родині Тахіра Омера і його дружини Сиддикі в Ізміті.
Вивчала історію в Стамбульському університеті. Потім здобула ступінь доктора філософії в Університеті Мармара. Викладала в Технічному університеті Їлдиз, університетах Мармара і Коджаелі.
У 1995 році Акшенер була обрана членом Великих національних зборів від Партії вірного шляху. З 8 листопада 1996 року по 30 червня 1997 — міністр внутрішніх справ (змінила Мехмета Агару, який подав у відставку після Сусурлукського скандалу). Також обиралася до парламенту у 1999, 2007 і 2011 роках (останні два рази від Партії націоналістичного руху). Програвши в боротьбі за посаду лідера ПНД, 25 жовтня 2017 року заснувала власну партію.
3 березня 2023 року Акшенер оголосила, що ухвалила рішення вийти з Альянсу нації, і заявила, що її партія не підтримуватиме головного опозиційного лідера CHP Кемаля Киличдароглу як єдиного кандидата на президентських виборах 2023 року. Однак 6 березня вона та її партія знову приєдналися до "Стола шістьох" після інтенсивної громадської критики і після того, як було оголошено, що Екрем Імамоглу і Мансур Яваш будуть призначені віце-президентами, якщо Киличдароглу переможе на президентських виборах.
З 10 серпня 2007 року по 7 червня 2015 року обіймала посаду віце-спікера Великих національних зборів.